# Jean Baptiste Carnoy
Jean Baptiste Carnoy (ur. 11 stycznia 1836 w Rumillies, Belgia, zm. 6 września 1899 w Schuls, Szwajcaria) – belgijski duchowny rzymskokatolicki, eklezjastyk, biolog, nauczyciel akademicki, naukowiec, pionier biologii komórki, założyciel międzynarodowego czasopisma  La Cellule, odkrywca grzyba Mucor romanus.

## Życiorys
Ukończył Collège de Tournai (zob. miejscowość Tournai), zostając księdzem w 1861 roku.
Botanikę studiował na uniwersytecie w Leuven (zob. Katolicki Uniwersytet w Lowanium). W 1865 roku uzyskał stopień doktora nauk przyrodniczych.

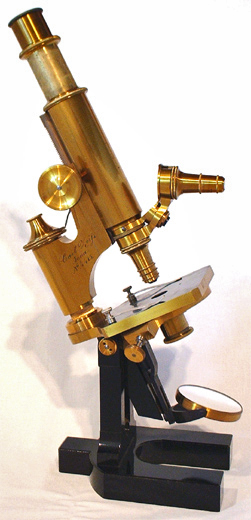
„Microscope Zeiss” z 1879 roku

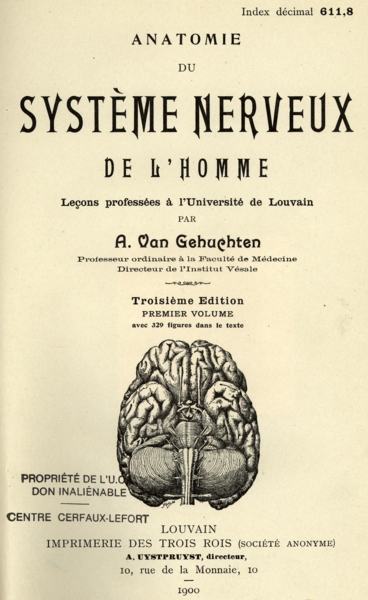
Strona tytułowa książki Van Gehuchtena

Po uzyskaniu stypendium rządowego wyjechał na Uniwersytet w Bonn oraz do Lipska, Berlina i Wiednia. W Jenie poznał Carla Zeissa (zob. historia Carl Zeiss AG) i zainteresował się technikami optycznymi. Mikroskopy optyczne z powodzeniem stosował w całym okresie pracy zawodowej.
Po powrocie do Belgii posługiwał jako ksiądz, a równocześnie kontynuował badania naukowe. W 1876 roku został powołany do uniwersytetu w Lueven, gdzie wykładał nauki przyrodnicze (m.in. botanika i mikroskopia optyczna). W czasie zajęć dydaktycznych i kontynuowanych badań preferował eksperyment. Zorganizował pierwszy kurs nauczania cytologii. Jednym z jego uczniów był belgijski anatom Arthur van Gehuchten (1861–1914), znany głównie ze swojego wkładu w teorię neuronów.
W 1890 roku utworzył w Leuven przy Vaartstraat uniwersytecki „Instytut Carnoy” (przetrwała fasada budynku z napisem „Institut Carnoy” w portalu).

## Publikacje
Opublikował m.in.:
- 1870 – Recherches anatomiques et physiologiques sur les champignons, Gand : Anoot-Braeckman
- 1870 – Mucor romanus, Bull. Soc. Bot. Belg. 9, 162
- 1883 – Biologie cellulaire, Lierre : Ed. Vann In
- 1884 – La Biologie cellulaire : étude comparée de la cellule dans les deux règnes : technique microscopique-Notions générales sur la cellule- Biologie statique : le noyau,   Lierre : Joseph Van In
- 1887 – Some remarks on the recent researches of zacharias and Dr.Boveri upon the fecundation of the ascaris megalocephala, S.l.: s.n.
- 1889 – Les programmes des examens de sciences naturelles et de médecine, Leuven : Fonteyn
- 1897 – „La vésicule germinative et les globules polaires chez les Batraciens” w : La Cellule, tome XII, 1897; Première version de ce mémoire écrit en collaboration de  H. Lebrun
- 1899 – „La vésicule germinative et les globules polaires chez les Batraciens” w : La Cellule, Tome XVII, 2è fascicule

## Cytowania
Opisy technik badawczych i wyniki badań Carnoya były, od czasu ich publikacji, wielokrotnie cytowane, np. w pracach
- Puchtler H., Waldrop FS., Conner HM., Terry M.S., Carnoy fixation : practical and theorical considerations, Histochemie 16, 361-371 (1968)
- Puchtler,H., Waldrop, FS., Meloan SN., Terry MS. and Conner HM : Methacarn (Methanol-Carnoy) fixation. Practical and theorical considerations, Histochemie 21(2), 97-116 (1970)
- Shimizu, T., Akamatsu, T., Ota, H., Katsuyama, T., Immunohistochemical detection of Helicobacter pylori in the surface mucous gel layer and its clinicopathological significance. Helicobacter 1(4): 197–206 (1996 Dec)
- Bassarova AV., Popov AA, Immunohistochemical detection of p53-effect of fixation and methods of antigen retrieval, Folia Histochemica et Cytobiologica 36(3), 127-32 (1998)
- Casasco A., Casasco M., Cornaglia A.I., Danova M., Giordano M., Calligaro A., Tissue fixation for immunohistochemical detection of proliferating cell nuclear antigen with PC10 monoclonal Antibody, Biotechnic & Histochemistry. Vol.69 n°2 (1994)

Jego nazwisko pojawia się do dzisiaj, najczęściej w opisach technik utrwalania preparatów (stosowane są „roztwory Carnoya”).